# Trocmos
Trocmos ou trogmos (em latim: trocmi) eram uma das três tribos antigas da Galácia, na região central da Ásia Menor, juntamente com os tolistóbogos e os tectósagos, parte de um possível grupo celta que teria se deslocado da Macedônia à Ásia Menor no início do século III a.C. As três tribos foram derrotadas na Guerra Gálata, em 189 a.C., pelo cônsul romano Cneu Mânlio Vulsão, nas batalhas de Monte Olimpo e Monte Mágaba.